# Краснополье (Днепропетровская область)
Краснополье (укр. Краснопілля) — село, Заплавский сельский совет, Магдалиновский район, Днепропетровская область, Украина.
Код КОАТУУ — 1222383002. Население по переписи 2001 года составляло 122 человека.

## Географическое положение
Село Краснополье находится между рекой Орель и каналом Днепр — Донбасс (на левом берегу), на противоположном берегу реки расположено село Рясское Машевского района Полтавской области, на противоположном берегу канала — село Миновка. Река в этом месте извилистая, образует лиманы, старицы и заболоченные озёра.

## История
- Согласно рассказам старожилов история села Краснополье начинается в 1707 году. Эта земля принадлежала монахам Нехворощанского Заорельского Успенского монастыря. Сначала село называлось Землянки.
- Название Краснополье село получило после революции в 20-х годах XX века.